# Ilha Robinson Crusoe (Fiji)
A ilha Robinson Crusoe é uma pequena ilha localizada no sudoeste da ilha de Viti Levu, nas Fiji.
Existe uma ilha com o mesmo nome no arquipélago Juan Fernández, ao largo do Chile.

## História
A ilha sagrada de Likuri, recentemente renomeada Robinson Crusoé, tem uma história que data de há 3500 anos, quando os primeiros polinésios chegaram às ilhas Fiji. Cerca de 500 anos mais tarde, chegaram os melanésios.
Desde essa época longínqua, a ilha de Likuri foi usada para cerimónias tradicionais e reuniões de chefes. Para além disso, era usada apenas para retiro do chefe local. Recentemente, a ilha foi aberta ao turismo, graças ao beneplácito do Grande Chefe Ka Levu Tui Nadroga e sua família, que se tornaram sócios do empreendimento.
A ilha recebeu recentemente o nome de Robinson Crusoé, devido a uma história fictícia, onde um iate à vela naufraga num recife próximo, e o capitão e o seu gato (coincidentemente chamado "Sexta-Feira") refugiam-se na ilha. 
A ilha está localizada no estuário do rio Tuva, e recifes de coral circundam o lado litoral da ilha, apenas acessível por barco, e é abundante em peixes e corais do Pacífico, sendo o mergulho com snorkel e com cilindro atividades frequentes. Na exposição ao deslizamento, a ilha apresenta alguns manguezais, e nas suas extremidades curiosas existem barras de areia fofa e uma lagoa que desagua no Oceano Pacífico.

## Turismo
O resort oferece acomodações naturais e tradicionais. O acordo entre australianos e fijianos baseia-se nos sistemas tradicionais de acordo e permite a visita de um número limitado de turistas que procuram uma experiência mais autêntica da Costa dos Corais e da sua cultura historicamente significativa. As operações do resort seguem, portanto, diretrizes rigorosas e eco-sustentáveis no que diz respeito ao uso de recursos e à prevenção da poluição.
Requer uma curta viagem de carro ao sul de Nadi e uma breve viagem de barco, pois fica perto da costa de corais. Pernoites, passeios de um dia, refeições e passeios de entretenimento estão disponíveis em muitos resorts e a ilha apresenta uma dança tribal do fogo única, distinta do património natural da ilha. Essas viagens também estão disponíveis a partir de Nadi e da Ilha Denarau.

Canoas estão sempre disponíveis para futuras explorações e o relacionamento próximo com os moradores locais permite a oportunidade de visitas ao continente a escolas, cultos religiosos e outros eventos locais.